# Solanum robustifrons
Solanum robustifrons är en potatisväxtart som beskrevs av Friedrich August Georg Bitter. Solanum robustifrons ingår i släktet skattor som ingår i familjen potatisväxter. Inga underarter finns listade i Catalogue of Life.